# Coppa del Belgio 2020-2021 (pallavolo maschile)
La Coppa del Belgio 2019-2020 si è svolta dal 25 novembre 2020 al 21 febbraio 2021: al torneo hanno partecipato otto squadre di club belghe e la vittoria finale è andata per la quattordicesima volta, la sesta consecutiva, al Roeselare.

## Regolamento
La formula del torneo ha previsto:
- Quarti di finale, giocati con gara unica.
- Semifinali, giocate con gare di andata e ritorno.
- Finale, giocata con gara unica.

## Squadre partecipanti
- Aalst
- Avoc Achel
- Haasrode Leuven
- Maaseik
- Menen
- Roeselare
- VDK Gent
- Waremme

## Torneo

### Tabellone
|  | Quarti di finale | Quarti di finale |  |           | Semifinali | Semifinali | Semifinali |  |           | Finale  | Finale |
|  |                  |                  |  |           |            |            |            |  |           |         |        |
|  | VDK Gent         | 0                |  |           |            |            |            |  |           |         |        |
|  | VDK Gent         | 0                |  |           |            |            |            |  |           |         |        |
|  | Roeselare        | 3                |  |           |            |            |            |  |           |         |        |
|  | Roeselare        | 3                |  | Roeselare | 3          | 3          |            |  |           |         |        |
|  |                  |                  |  | Roeselare | 3          | 3          |            |  |           |         |        |
|  |                  |                  |  |           | Avoc Achel | 0          | 1          |  |           |         |        |
|  | Avoc Achel       | 3                |  |           | Avoc Achel | 0          | 1          |  |           |         |        |
|  | Avoc Achel       | 3                |  |           |            |            |            |  |           |         |        |
|  | Haasrode Leuven  | 2                |  |           |            |            |            |  |           |         |        |
|  | Haasrode Leuven  | 2                |  |           |            |            |            |  | Roeselare | 3       |        |
|  |                  |                  |  |           |            |            |            |  | Roeselare | 3       |        |
|  |                  |                  |  |           |            |            |            |  |           | Maaseik | 1      |
|  | Waremme          | 0                |  |           |            |            |            |  |           | Maaseik | 1      |
|  | Waremme          | 0                |  |           |            |            |            |  |           |         |        |
|  | Maaseik          | 3                |  |           |            |            |            |  |           |         |        |
|  | Maaseik          | 3                |  | Maaseik   | 3          | 3          |            |  |           |         |        |
|  |                  |                  |  | Maaseik   | 3          | 3          |            |  |           |         |        |
|  |                  |                  |  |           | Aalst      | 0          | 2          |  |           |         |        |
|  | Menen            | 1                |  |           | Aalst      | 0          | 2          |  |           |         |        |
|  | Menen            | 1                |  |           |            |            |            |  |           |         |        |
|  | Aalst            | 3                |  |           |            |            |            |  |           |         |        |
|  | Aalst            | 3                |  |           |            |            |            |  |           |         |        |

### Risultati

#### Quarti di finale
| 25 novembre 2020 Sporthal Vauban, Menen Durata: 1h:27 - Spettatori: 0            | Menen      | 1 - 3 | Aalst           | 25-16, 17-25, 18-25, 14-25        |
| 25 novembre 2020 Sporthal De Koekoek, Hamont-Achel Durata: 1h:44 - Spettatori: 0 | Avoc Achel | 3 - 2 | Haasrode Leuven | 23-25, 25-21, 25-22, 17-25, 15-10 |
| 25 novembre 2020 Pôle ballons, Waremme Durata: 1h:09 - Spettatori: 0             | Waremme    | 0 - 3 | Maaseik         | 21-25, 21-25, 21-25               |
| 5 dicembre 2020 Edugo Arena, Gand Durata: 1h:08 - Spettatori: 0                  | VDK Gent   | 0 - 3 | Roeselare       | 13-25, 20-25, 21-25               |

#### Semifinali

##### Andata
| 30 gennaio 2021 Tomabelhal, Roeselare Durata: 1h:02 - Spettatori: ?    | Roeselare | 3 - 0 | Avoc Achel | 25-16, 25-18, 25-16 |
| 30 gennaio 2021 Steengoed Arena, Maaseik Durata: 1h:23 - Spettatori: 0 | Maaseik   | 3 - 0 | Aalst      | 25-22, 25-15, 27-25 |

##### Ritorno
| 6 febbraio 2021 Sportcentrum Schotte, Aalst Durata: 2h:05 - Spettatori: ?       | Aalst      | 2 - 3 | Maaseik   | 25-23, 22-25, 20-25, 25-22, 7-15 |
| 6 febbraio 2021 Sporthal De Koekoek, Hamont-Achel Durata: 1h:29 - Spettatori: 0 | Avoc Achel | 1 - 3 | Roeselare | 27-25, 19-25, 17-25, 20-25       |

#### Finale
| 21 febbraio 2021 Lotto Arena, Anversa Durata: ? - Spettatori: ? | Roeselare | 3 - 1 | Maaseik | 25-21, 25-23, 19-25, 25-19 |

## Statistiche
| Rendimento individuale | Rendimento individuale | Rendimento individuale | Rendimento individuale |
| Pos.                   | Nome                   | Punti                  | Squadra                |
| ---------------------- | ---------------------- | ---------------------- | ---------------------- |
| 1                      | Jolan Cox              | 45                     | Maaseik                |
| 2                      | Jakub Rybicki          | 39                     | Aalst                  |
| 3                      | Tim Smit               | 31                     | Avoc Achel             |
| 4                      | Brecht Campforts       | 30                     | Avoc Achel             |
| 5                      | Ward Van Dyck          | 29                     | Avoc Achel             |
| 5                      | Matthijs Verhanneman   | 29                     | Roeselare              |

| Attacchi vincenti | Attacchi vincenti | Attacchi vincenti | Attacchi vincenti |
| Pos.              | Nome              | Punti             | Squadra           |
| ----------------- | ----------------- | ----------------- | ----------------- |
| 1                 | Jolan Cox         | 40                | Maaseik           |
| 2                 | Jakub Rybicki     | 31                | Aalst             |
| 3                 | Tim Smit          | 25                | Avoc Achel        |
| 4                 | Ward Van Dyck     | 24                | Avoc Achel        |
| 5                 | Brecht Campforts  | 23                | Avoc Achel        |
| 5                 | Jelte Maan        | 23                | Maaseik           |

| Muri vincenti | Muri vincenti           | Muri vincenti | Muri vincenti |
| Pos.          | Nome                    | Punti         | Squadra       |
| ------------- | ----------------------- | ------------- | ------------- |
| 1             | Pieter Coolman          | 7             | Roeselare     |
| 1             | Simon Van de Voorde     | 7             | Aalst         |
| 3             | Javad Karimisouchelmaei | 6             | Maaseik       |
| 4             | Amirhossein Esfandiar   | 5             | Maaseik       |
| 4             | Jakub Rybicki           | 5             | Aalst         |

| Battute vincenti | Battute vincenti        | Battute vincenti | Battute vincenti |
| Pos.             | Nome                    | Punti            | Squadra          |
| ---------------- | ----------------------- | ---------------- | ---------------- |
| 1                | Brecht Campforts        | 5                | Avoc Achel       |
| 1                | Wout D'Heer             | 5                | Aalst            |
| 1                | Matthijs Verhanneman    | 5                | Roeselare        |
| 4                | Mathijs Desmet          | 4                | Roeselare        |
| 4                | Javad Karimisouchelmaei | 4                | Maaseik          |
| 4                | Hendrik Tuerlinckx      | 4                | Roeselare        |
| 4                | Stijn Van Schie         | 4                | Roeselare        |